# 图 (数学)

一個有6個頂點，7条邊的圖

在离散数学中，图（英語：graph）是用于表示物体与物体之间存在某种关系的结构。数学抽象后的“物体”称作节点或顶点（vertex, node, point），节点间的相关关系则称作边。在描绘一张图的时候，通常用一组点或小圆圈表示节点，其间的边则使用直线或曲线。
图中的边可以是有方向或没有方向的。例如在一张图中，如果节点表示聚会上的人，而边表示两人曾经握手，则该图就是没有方向的，因为甲和乙握过手也意味着乙一定和甲握过手。相反，如果一条从甲到乙的边表示甲欠乙的钱，则该图就是有方向的，因为“曾经欠钱”这个关系不一定是双向的。前一种图称为无向图，后一种称为有向图。
图是图论中的基本概念。1878年，詹姆斯·西尔维斯特首次使用“图”这一名词：他用图来表示数学和化学分子结构之间的关系（他称为“化学图”）。

## 定义
在图论中，图的定义有很多。下面是一些比较基本的定义方式以及与它们相关的数学结构。

### 图

一张有3个节点和3条边的图

一张图（为了和有向图区分，也称无向图；为了和多重图区分，也称简单图）是一个二元组G = (V, E)，其中集合V中的元素称为节点，集合E中的元素是两个节点组成的无序对，称为边。集合V称为点集，E称为边集。
一条边{\displaystyle \{x,y\}}上的两个节点x和y称作这条边的顶点或端点；也说这条边连接了节点x和y，或这条边与x和y关联。一个节点可以不属于任何边，即它不与任何节点相连。由于{\displaystyle \{x,y\}}是无序对，{\displaystyle \{x,y\}}和{\displaystyle \{y,x\}}表示的是同一个元素。
更一般地，多重图的定义中允许同一对节点之间存在多条不同的边。在特定语境中，多重图也可以直接称作图。此时，在上面的定义中，集合E应该为多重集。
有时，图的定义中允许自环（简称环），即一条连接一个节点和其自身的边。允许自环的图也称为自环图。
点集V一般是有限集；这意味着边集E也是有限集（不考虑多重图）。相对地，无限图中的点集可以是无限的。然而，由于有限图中的结论大多不能延伸到无穷图，无穷图通常更被视为一种特殊的二元关系。
一个点集为空集的图称为空图（因此边集也是空集）。图的阶（英語：order）是指其中节点的数量，即|V|。图的边数是指其边的数量，即|E|。图的大小（size）一般也指图的边数。但在一些语境中，例如描述算法复杂度的时候，图的大小是指|V|+|E|（否则非空图的大小也有可能是0）。节点的度（英語：degree或valency）是指连接到该节点的边的数量；对于允许自环的图，环要算做两条边（因为两端都连接到这个节点）。
如果一个图的阶是n，则其节点的度最大可能取n-1（对于允许自环的图则是n），而边最多可能有n(n − 1)/2条(对于允许自环的图则是n(n + 1)/2）。
在图的定义中，边的概念定义了节点上的一个对称关系，即“邻接”关系（英語：adjacency relation）。具体地说，对于两个节点x和y，如果{\displaystyle \{x,y\}}是一条边，则称它们是邻接的。一张图因此可以用其邻接矩阵A来表示，即一个{\displaystyle n\times n}的矩阵，其中每个元素Aij表示节点i和j之间的边的数量。对于一个简单图，总有{\displaystyle A_{ij}\in \{0,1\}}，分别表示“不相连”和“相连”，而{\displaystyle A_{ii}=0}（即一条边的两个顶点不能相同）。允许自环的图上{\displaystyle A_{ii}}的取值可以是非负整数，而多重图则允许任何{\displaystyle A_{ij}}的取值都是非负整数。无向图的邻接矩阵是对称阵（{\displaystyle A_{ij}=A_{ji}}）。

### 有向图

一张3个节点和4条边组成的有向图（双向箭头表示两个方向上各有一条边）

边为有方向的图称作有向图（英語：directed graph或digraph）。
有向图的一种比较严格的定义是这样的：一个二元组{\displaystyle G=(V,E)}，其中
- {\displaystyle V}是节点的集合；
- {\displaystyle E\subseteq \{(x,y)\mid (x,y)\in V^{2}\wedge x\neq y\}}是边（也称为有向边；或弧）的集合，其中的元素是节点的有序对。

为了和多重图区分，这样的有向图也称为有向简单图。
在从{\displaystyle x}到{\displaystyle y}的边{\displaystyle (x,y)} 上，节点{\displaystyle x}和{\displaystyle y}称作这条边的顶点，其中{\displaystyle x}是起点或尾（英語：tail），{\displaystyle y}是终点或头。也说这条边连接了节点{\displaystyle x}和{\displaystyle y}、这条边与节点{\displaystyle x}和{\displaystyle y}关联。一张有向图中的节点可以不属于任何一条边。边{\displaystyle (y,x)}称为边{\displaystyle (x,y)}的反向边。
节点的出度（英語：out-degree）是指起点为该节点的边的数量；节点的入度（英語：in-degree）是指终点为该节点的边的数量。
更一般地，如果一张有向图允许多条头尾都分别相同的边，则称这样的图为有向多重图，这样的边称为多重边。一种允许多重边的有向图定义方法如下：一个有向图是这样的三元组{\displaystyle G=(V,E,\phi )}：
- {\displaystyle V}是节点的集合；
- {\displaystyle E}是边的集合；
- {\displaystyle \phi :E\to \{(x,y)\mid (x,y)\in V^{2}\wedge x\neq y\}}是一个关联函数，将每条边映射到一个由顶点组成的有序对上（即一条边被按顺序关联到两个顶点）。

自环是指一条起点和终点相同的边。前面的两个定义都不允许自环，因为若节点{\displaystyle x}上有一个自环，则边{\displaystyle (x,x)}存在；但这样的边不在{\displaystyle \{(x,y)\mid (x,y)\in V^{2}\wedge x\neq y\}}中。因此，如果要允许自环，则上面的定义要做修改：对于有向简单图，{\displaystyle E}的定义应该修改为{\displaystyle E\subseteq \{(x,y)\mid (x,y)\in V^{2}\}}；对于有向多重图，{\displaystyle \phi }的定义应该修改为{\displaystyle \phi :E\to \{(x,y)\mid (x,y)\in V^{2}\}}。为了避免定义不清，这样的图分别称作允许自环的有向简单图或允许自环的有向多重图。
在允许自环的有向简单图{\displaystyle G}中，边是{\displaystyle V}上的一个齐次关系{\displaystyle \sim }，称作{\displaystyle G}上的邻接关系。 
对于顶点是{\displaystyle x}和{\displaystyle y}的边{\displaystyle (x,y)}，我们说{\displaystyle x}和{\displaystyle y}是彼此邻接的，记作{\displaystyle x\sim y}。

### 混合图
边既可以有向、也可以无向的图称作混合图。混合简单图是一个多元组G = (V, E, A)，而混合多重图则是多元组G = (V, E, A, ϕE, ϕA)，其中V、E（无向边集）、A（有向边集）、ϕE、ϕA的定义可以参考前面的无向图和有向图定义。在此定义下，有向图和无向图是混合图的特殊情况。

### 赋权图
赋权图（英語：weighted graph，也称加权图、网络（英語：network））是指每条边都对应有一个数字（即“权重”）的图。根据具体问题，权重可以表示诸如费用、长度或容量等意义。这样的图会出现在最短路径问题和旅行商问题等问题中。

## 基本术语
- 子图（）：对于圖{\displaystyle G}和图{\displaystyle G'}，若{\displaystyle V(G')\subseteq V(G)}且{\displaystyle E(G')\subseteq E(G)}，则称{\displaystyle G'}是{\displaystyle G}的子图。
- 生成子图（spanning subgraph）：指满足条件{\displaystyle V(G')=V(G)}的{\displaystyle G}的子图{\displaystyle G'}。
- 链()、轨迹(trail)、路径(path)：链是顶点{\displaystyle v_{i}}和边{\displaystyle e_{i}}交替出现的序列{\displaystyle W=v_{i_{0}}e_{i_{0}}v_{i_{1}}...e_{i_{k}}v_{i_{k}}}称作一个长度为k的链，其中{\displaystyle v_{i_{0}}}和{\displaystyle v_{i_{k}}}为其端点，其余顶点为内部点。所有边都不相同的链称为轨迹（简称迹）。所有顶点都不相同的轨迹称为路径（简称路）。在有向图中，若链（迹、路）的方向和其中每条边的方向一致，则称其为有向链（迹、路）。[13]
- 两端点相同的链和迹分别称为闭链（或环）、闭迹（或回路）。
- 距離（Distance）： 从頂點{\displaystyle u}出發到頂點{\displaystyle v}的最短路徑若存在，則此路徑的長度稱作從{\displaystyle u}到{\displaystyle v}的距離。

## 特殊的图

### 正则图
正则图是指每个节点的邻居（英語：neighbor）数量都相同的图，即每个节点的度都相同的图。节点的度为k的正则图也称作k-正则图。

### 完全图

一张有5个节点和10条边的完全图，其中每个节点都和所有其它节点相连。

完全图（英語：complete graph）是指每对节点之间都有一条边相连的图。一张完全图包含简单图所有可能出现的边。

### 有限图
有限图（英語：finite graph）是指点集和边集是有限集的图。否则，则称为无限图。在不加说明的情况下，图论中讨论的图大多是有限图。

### 连通图
在无向图中，如果存在x和y之间的路径，则称此两节点的无序对{\displaystyle \{x,y\}}是连通的；否则，则称此两点是非联通的。
连通图是指每对节点都连通的无向图。否则，则称图是非连通图。
在有向图中，如果存在x和y之间的有向路径，则称此两节点的有序对{\displaystyle \{x,y\}}是强连通的。此外，若将图中的所有边都换为无向边，得到的无向图中存在x和y之间的路径，则称此两节点是弱连通的。否则，则称此两点是非联通的。
强连通图是指每对节点都强连通的有向图。此外，弱连通图是指每对节点都弱联通的有向图。否则，则称图是非连通图。
对于一张图，若不存在大小为k − 1的点集或边集，使得从图中移除该集合后，图就变为非连通图，则称该图是k-点连通图或k-边连通图。k-点连通图通常也简称k-连通图。

### 二分图
二分图（英語：bipartite graph）是指这样的简单图：其点集可以被划分称两个集合W和X，其中W中的任意两个节点之间没有边相连，X中的任意两个节点之间也没有边相连。二分图是点着色色数为2的图。
若一张图的点集是两个集合W和X的无交并，使得W中的任意节点都和X中的所有节点邻接，且W或X之内没有边，则称此图是完全二分图。

### 平面图
平面图是指可以将其节点和边画在平面上，而没有两边相交的图。

### 循环图
阶为n≥3的循环图（英語：cycle graph）或环形图（英語：circular graph）是指其节点可以列为v1, v2, ..., vn，使得图中的边为{\displaystyle \{v_{i},v_{i+1}\}}，其中i=1, 2, ..., n − 1，以及{\displaystyle \{v_{n},v_{1}\}}。循环图的另一种定义是所有点的度都为2的连通图。如果循环图是另一个图的子图，则它是那个图中的一个环。

### 树和森林
树是指任意两点之间都有且仅有一条路径的无向图。等价地，树是一个连通无环无向图。
森林是指任意两点之间至多仅有一条路径的无向图。等价地，森林是一个无环无向图，或一组树的无交并。

### 其它特殊的图
一些进阶的特殊图包括：
- 佩特森圖；
- 完美图（英语：perfect graph）；
- 弦图；
- 强正则图。

## 例子
- 右边的图示是一个点集为{\displaystyle V=\{1,2,3,4,5,6\}}、边集为{\displaystyle E=\{\{1,2\},\{1,5\},\{2,3\},\{2,5\},\{3,4\},\{4,5\},\{4,6\}\}}的图。

一张6个节点和7条边的图

- 在计算机科学中，有向图可以用于表示概念图、有限状态自动机，以及其它许多数据结构。
- 任意集合X上的二元关系R都可定义一个有向图。X中的元素x到y有一条边，当且仅当xRy。
- 有向图可以用于表示信息网络。例如，在推特上，用户之间的关注关系可以用有向图表示。[14][15]

## 图运算
图上可以进行一些运算或变换，使一个图变为另一个图：
- 一元运算，将一个图变换为另一个图，例如：
  - 边收缩，
  - 线图，
  - 对偶图，
  - 补图；
- 二元运算，结合两个图为一个新图，例如：
  - 图的无交并（英语：disjoint union of graphs），
  - 图乘积，包括图的笛卡尔乘积（英语：cartesian product of graphs）、图的张量积（英语：tensor product of graphs）、图的强乘积（英语：strong product of graphs）、图的字典积等，
  - 图的串并联（英语：series–parallel graph）等。

## 图的推广
在超图中，允许一条边连接多于两个节点。
无向图可以看作是由1-单纯形（边）和0-单纯形（节点）组成的单纯复形。由此，复形成为图的推广，其中允许维度更高的单纯形。
图可以看作是一种拟阵。
在模型论中，图是一个结构。这样一来，边的数量可以是任意基数。参见图极限。
在计算生物学中，幂图推广了无向图的定义。
在地理信息系统中，为了进行道路网络或电网的时空分析而提出的几何网络的定义参考了图，并借用了许多图论的概念。

### 脚注
1. ↑  Trudeau, Richard J.  Corrected, enlarged republication. New York: Dover Pub. 1993: 19  [8 August 2012]. ISBN 978-0-486-67870-2. （原始内容存档于2019-05-05）. A graph is an object consisting of two sets called its vertex set and its edge set.
2. ↑  See:
  - J. J. Sylvester (February 7, 1878) "Chemistry and algebra," （页面存档备份，存于） Nature, 17 : 284. doi:10.1038/017284a0. From page 284: "Every invariant and covariant thus becomes expressible by a graph precisely identical with a Kekuléan diagram or chemicograph."
  - J. J. Sylvester (1878) "On an application of the new atomic theory to the graphical representation of the invariants and covariants of binary quantics, – with three appendices," （页面存档备份，存于） American Journal of Mathematics, Pure and Applied, 1 (1) : 64–90. doi:10.2307/2369436. JSTOR 2369436. The term "graph" first appears in this paper on page 65.
3. ↑  Gross, Jonathan L.; Yellen, Jay. . CRC Press. 2004: 35  [2021-08-14]. ISBN 978-1-58488-090-5. （原始内容存档于2021-08-14）.
4. ↑  Bender & Williamson 2010，第148頁.
5. ↑  参见 Iyanaga and Kawada, 69 J, p. 234 or Biggs, p. 4.
6. ↑  Bender & Williamson 2010，第149頁.
7. ↑  Graham et al., p. 5.
8. 1 2  Bender & Williamson 2010，第161頁.
9. ↑  徐 2004，第1頁.
10. ↑  Strang, Gilbert,  4th, Brooks Cole, 2005  [2021-08-14], ISBN 978-0-03-010567-8, （原始内容存档于2020-09-20）
11. ↑  Lewis, John,  4th, Pearson: 405, 2013, ISBN 978-0133250121

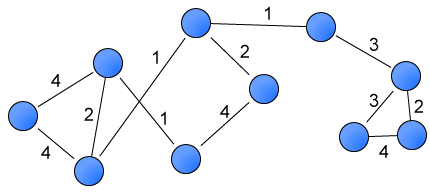
一张有10个节点和12条边的赋权图

12. ↑  Fletcher, Peter; Hoyle, Hughes; Patty, C. Wayne.  International student. Boston: PWS-KENT Pub. Co. 1991: 463. ISBN 978-0-53492-373-0. A weighted graph is a graph in which a number w(e), called its weight, is assigned to each edge e.
13. ↑  徐 2004，第20-21頁.
14. ↑  Grandjean, Martin. . Cogent Arts & Humanities. 2016, 3 (1): 1171458  [2021-08-14]. doi:10.1080/23311983.2016.1171458 . （原始内容存档于2021-03-02）.
15. ↑  Pankaj Gupta, Ashish Goel, Jimmy Lin, Aneesh Sharma, Dong Wang, and Reza Bosagh Zadeh WTF: The who-to-follow system at Twitter （页面存档备份，存于）, Proceedings of the 22nd international conference on World Wide Web. doi:10.1145/2488388.2488433.

### 文献
- Introduction To Graph Theory, by Gary Chartrand and Ping Zhang, McGraw Hill
- 徐, 俊明.  第二版. 合肥: 中国科学技术大学出版社. 2004. ISBN 7-312-00979-4.
- Balakrishnan, V. K.  1st. McGraw-Hill. 1997. ISBN 978-0-07-005489-9.
- Bang-Jensen, J.; Gutin, G. . Springer. 2000  [2021-08-14]. （原始内容存档于2011-08-26）.
- Bender, Edward A.; Williamson, S. Gill. . 2010  [2021-08-14]. （原始内容存档于2021-08-17）.
- Berge, Claude. . Paris: Dunod. 1958 （法语）.
- Biggs, Norman.  2nd. Cambridge University Press. 1993. ISBN 978-0-521-45897-9.
- Bollobás, Béla.  1st. Springer. 2002. ISBN 978-0-387-98488-9.
- Diestel, Reinhard.  3rd. Berlin, New York: Springer-Verlag. 2005  [2021-08-14]. ISBN 978-3-540-26183-4. （原始内容存档于2019-12-16）.
- Graham, R.L.; Grötschel, M.; Lovász, L. . MIT Press. 1995. ISBN 978-0-262-07169-7.
- Gross, Jonathan L.; Yellen, Jay. . CRC Press. 1998. ISBN 978-0-8493-3982-0.
- Gross, Jonathan L.; Yellen, Jay. . CRC. 2003. ISBN 978-1-58488-090-5.
- Harary, Frank. . Addison Wesley Publishing Company. 1995. ISBN 978-0-201-41033-4.
- Iyanaga, Shôkichi; Kawada, Yukiyosi. . MIT Press. 1977. ISBN 978-0-262-09016-2.
- Zwillinger, Daniel.  31st. Chapman & Hall/CRC. 2002. ISBN 978-1-58488-291-6.
- Trudeau, Richard J.  Corrected, enlarged republication. New York: Dover Publications. 1993  [8 August 2012]. ISBN 978-0-486-67870-2. （原始内容存档于2019-05-05）.